# El Oueldja
El Oueldja (em árabe: الولجة) é uma cidade e comuna localizada na província de Khenchela, Argélia. Segundo o censo de 2008, a população total da cidade era de 3 124 habitantes.